# Torbia costulata
Torbia costulata är en insektsart som först beskrevs av Brunner von Wattenwyl 1878.  Torbia costulata ingår i släktet Torbia och familjen vårtbitare. Inga underarter finns listade i Catalogue of Life.